# نافرمانی مدنی الکترونیکی
نافرمانی مدنی الکترونیکی یا نافرمانی مدنی سایبری (Electronic civil disobedience یا به اختصار ECD) به هر نوع نافرمانی مدنی اطلاق می‌شود که در آن مشارکت کنندگان، برای انجام اعمال خود از فناوری اطلاعات بهره می‌برند. در نافرمانی مدنی سایبری اغلب از کامپیوتر و اینترنت استفاده می‌شود و ممکن است که با عنوان هکتیویسم نیز شناخته شود.
عبارت نافرمانی مدنی الکترونیکی اول بار در متون  گروه هنری انتقادی ابداع و بکارگیری شد.
نافرمانی مدنی الکترونیکی، به دنبال ادامه شیوه‌های اعتراضی «غیر خشونت‌آمیز» و در عین حال «برهم زننده» می‌باشد که اولین بار با عنوان «نافرمانی مدنی» در سال ۱۸۴۸ هنری دیوید ثورو پیشگام انتشار آن بود.
انانیموس‌ها گروهی از متخصصان ناشناس امنیت شبکه هستند که نمونه ای از پیشگامان فعال نافرمانی مدنی الکترونیکی محسوب می‌شوند.